# Charles Bassey

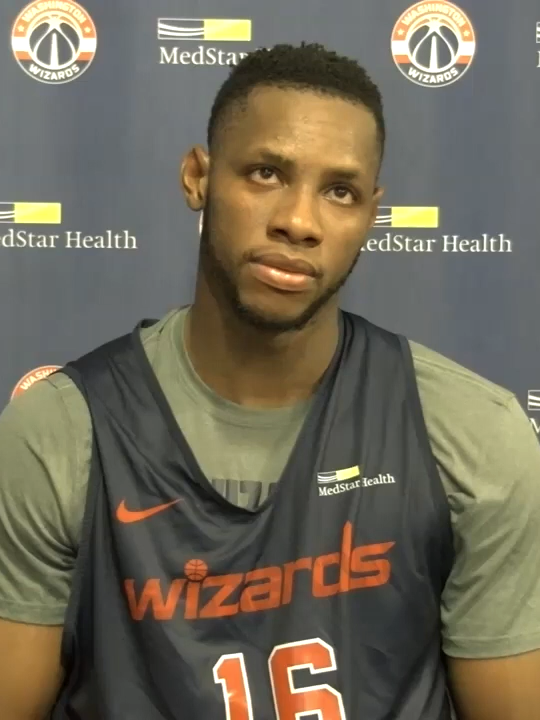
Charles Bassey, 2021.

Charles A. Bassey, född 28 oktober 2000 i Lagos, är en nigeriansk professionell basketspelare (C/PF) som spelar för San Antonio Spurs i National Basketball Association (NBA). Han har tidigare spelat för Philadelphia 76ers.
Bassey draftades av Philadelphia 76ers i andra rundan i 2021 års draft som 53:e spelare totalt.
Innan han blev proffs studerade Bassey vid Western Kentucky University och spelade för universitetets idrottsförening Western Kentucky Hilltoppers.